# Kama (mat)

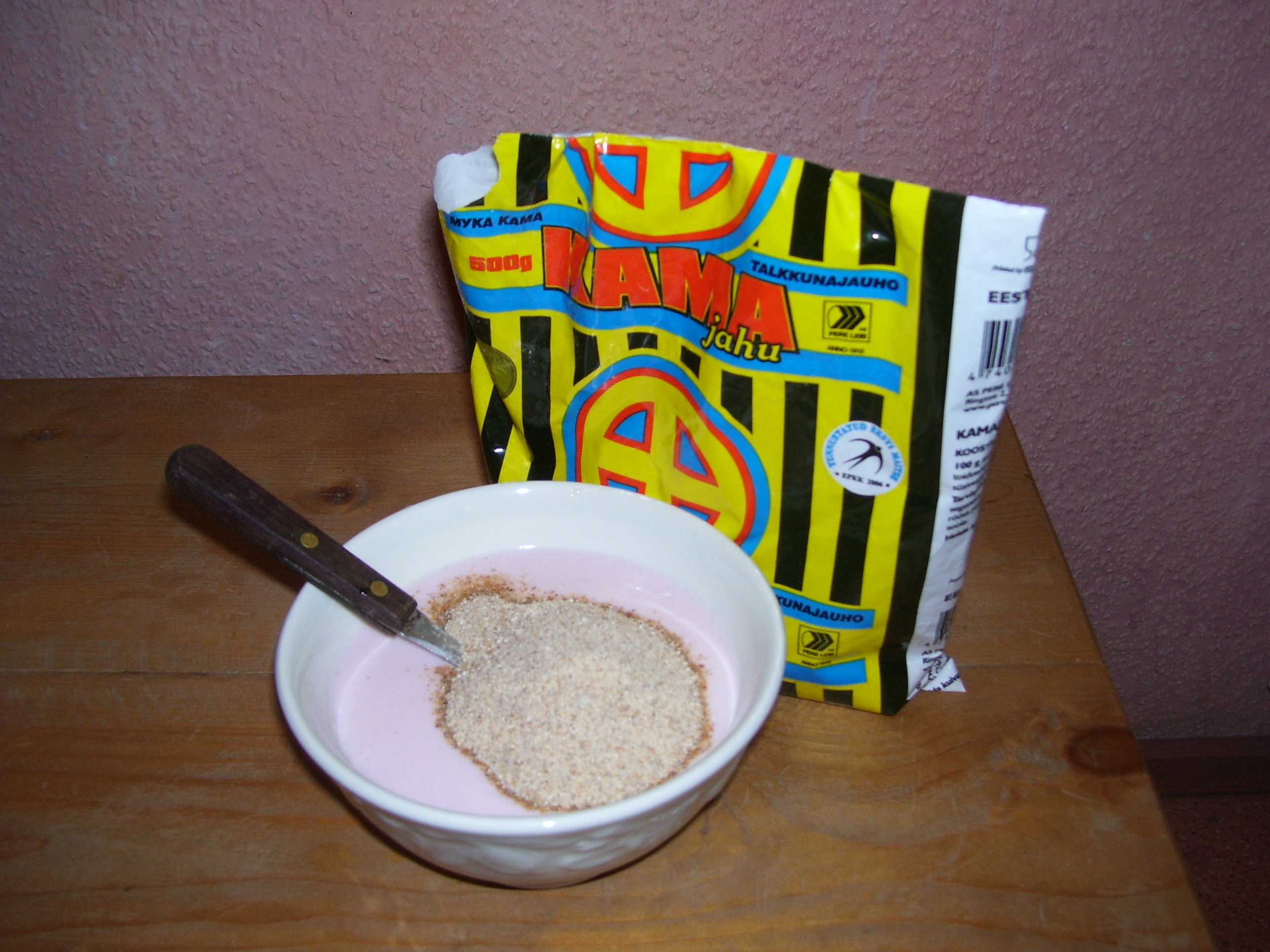
En skål med kama.

Kama eller kamajahu (kamamjöl) är kokt, torkad och malt grovt blandat spannmål. Kamajahu är grovmalad stekt baljväxt och spannmålblandning. Kama präglas av ingrediensen ärtmjöl. Av spannmål finns i kamajahu råg, korn och nuförtiden även vete.
Vanligtvis äts kama med surmjölk, kefir eller yoghurt. 
Kama kallas ofta estnisk nationalrätt och ibland tycks att kama är unik för Estland. Samtidigt är kama eller likadana maträtter kända även hos Estlands grannar (Finland (talkkuna), Nordryssland (толокно), Sverige (skrädmjöl) och Lettland (pūtelis eller kami).